# عبد اللطيف بن يوسف البغدادي
عبد اللطيف بن يوسف بن محمد بن علي بن أبي سعد المكنى بـموفق الدين و أبو محمد ويلقب بـابن اللباد ولد في بغداد في العراق سنة 557هـ الموافق 1162 م في دار جده بدرب الفالوج ببغداد، وهو من أصل موصلي، واشتهر باسم عبد اللطيف البغدادي، ولقب بابن اللباد، كان أبوه مشتغلًا بعلم الحديث والقراءات، كما أن عمه كان فقيهًا، لذلك فقد تعلم (البغدادي) ونهل من هذا المنهج العلمي الفياض، حيث يسر له ولده وهو في صباه سماع الحديث من جماعة علماء أفاضل، مما جعله ينشأ في جو من العلم والتقوى.

## من أساتذته
يقول موفق الدين البغدادي إن من مشايخه ابن التلميذ وابن نائلي والإمام الناصر لدين اللَّه ويضيف عن نفسه ثم انتقلت إلى كتب ابن سينا صغارها وكبارها وكتبت وحصلت كثيراً من كتب جابر بن حيان الصوفي وابن وحشية وباشرت عمل الصنعة الباطلة وتجارب الضلال الفارغة، وأقوى من أضلني ابن سينا بكتابه في الصنعة الذي تمم به فلسفته التي لا تزداد بالتمام إلا نقصا.
قال ولما كان في سنة 585 هجرية حيث لم يبق ببغداد من يأخذ بقلبي ويملأ عيني، ويحل ما يشكل عليّ، ودخلت الموصل فلم أجد فيها بغيتي، لكن وجدت الكمال بن يونس جيداً في الرياضيات والفقه والحكمة قد استغرق عقله ووقته حب الكيمياء وعملها، حتى صار يستخف بكل ما عداها، واجتمع إلى جماعة كثيرة،
لما دخلت القاهرة جاءني وهو ابن سناء الملك، فأنزلني داراً قد أزيحت عللها، وجاءني بدنانير وغلة، وأقمت بمسجد الحاجب لؤلؤ رحمه اللَّه أقرئ، وكان قصدي في مصر ثلاث أنفس ياسين السيميائي والرئيس موسى بن ميمون اليهودي وأبو القاسم الشارعي، وكلهم جاؤوني، أما ياسين فوجدته محالياً كذاباً، مشعبذاً، يشهد للشاقاني بالكيمياء، ويشهد له الشاقاني بالكيمياءوكتب لي صلاح الدين بثلاثين ديناراً في كل شهر على ديوان الجامع وأطلق أولاده رواتب حتى تقرر لي في كل شهر مائة دينار.
ورجعت إلى دمشق وأكببت على الاشتغال وإقراء الناس
ثم أتى إلى مصر ذلك الغلاء العظيم والموتان الذي لم يشاهد مثله، وألف الشيخ موفق الدين في ذلك كتاباً ذكر فيه أشياء شاهدها أو سمعها ممن عاينها تذهل العقل، وسمى ذلك الكتاب كتاب الإفادة والاعتبار في الأمور المشاهدة والحوادث المعاينة بأرض مصر، ثم رحل الشيخ موفق الدين إلى القدس وأقام بها مدة، وكان يتردد إلى الجامع الأقصى ويشتغل الناس عليه بكثير من العلوم، وصنف هنالك كتباً كثيرة، ثم أنه توجه إلى دمشق ونزل بالمدرسة العزيزية بها، وذلك في سنة 604 هجرية كانت شهرته بعلم النحو، ثم إنه سافر إلى حلب، وقصد بلاد الروم وأقام بها سنين كثيرة، وكان في خدمة الملك علاء الدين داود ابن بهرام صاحب أرزنجان، وصنف باسمه عدة وكان قد عزم أن يأتي إلى دمشق ويقيم بها، ثم خطر له أنه قبل ذلك يحج، ويجعل طريقه على بغداد، وأن يقدم بها للخليفة المستنصر باللّه أشياء من تصانيفه.

## اهتمامه بالفن
كان عبد اللطيف البغدادي صاحب حس مرهف، ذواق للفنون والآثار، ولقد ظهر اهتمامه بذلك في الأيام التي قضاها في مصر، ورأى ما فيها من الآثار والفن، وصنف في ذلك كتابه المشهور ((الإفادة والاعتبار)) وهذا الكتاب الخاص بالآثار المصرية، وهذا الكتاب يكشف عن معارف البغدادي الواسعة وهواياته المتعددة وأهمها الاهتمام بالآثار وولعه بها وغيرته عليها ومناداته بالحفاظ عليها ورعايتها لأنها خير شاهد على حضارة الأقدمين وعراقتهم في الرقى والتمدين، وتكلم البغدادي في كتابه عن آثار الجيزة ومنف وبوصير، وكان يصف الآثار وصفًا متناهيًا في الدقة والأمانة، وكان يسعى لذلك بكل الوسائل، حتى أنه كلف رجلًا كي يقيس له ارتفاع الهرم، وكان البغدادي يبدي اهتمامه الشديد لمعرفة طريقة نقل حجارة الأهرام وتركيبها، والمواد التي استخدمت في بنائها واللغة المجهولة المكتوبة على الأهرام، ولقد ثار البغدادي ثورة كبيرة على أسلوب الكتابة في عصره، فقد غلبت في عصره المحسنات البديعية اللفظية كالسجع والإطناب والولع بإسلوب الطباق والمقابلة والتورية، فثار البغدادي على تلك الأساليب وكتب بأسلوب يخالف ذلك الأسلوب تمامًا فكان أسلوبه بسيطًا موجزًا بعيدًا عن إهدار المعاني، ولقد وصف أحد العلماء أسلوب البغدادي قائلًا: ((إن أسلوبه من أرق الأساليب، وإن أفكاره عصريه، وكان عنده رغبة في الدقة، وميل إلى التحقيق العلمي مع أن له نقائص قد يلتمس له العذر فيها، وذلك بسبب الزمن الذي كان يعيش فيه)).

## بعض من كتبه ومؤلفاته
- "كتاب الإفادة والاعتبار في الأمور المشاهدة والحوادث المعاينة بأرض (تحميل الكتاب[وصلة مكسورة])
- كتاب غريب الحديث
- كتاب المجرد
- كتاب الألف واللام
- شرح الخطب النباتية
- شرح أربعين حديثاً طبية
- كتاب قوانين البلاغة
- اختصار كتاب العمدة لابن رشيق
- مقالة في الوفق
- كتاب الجلي في الحساب الهندي
- اختصار كتاب النبات لأبي حنيفة الدينوري
- اختصار مادة البقاء للتميمي
- كتاب الفصول وهو بلغة الحكيم سبع مقالات
- شرح كتاب الفصول لأبقراط
- شرح كتاب تقدمة المعرفة لأبقراط، اختصار
- شرح جالينوس لكتب الأمراض الحادة لأبقراط
- اختصار كتاب الحيوان لأرسطوطاليس
- تهذيب مسائل مابال
- اختصار كتاب الصوت
- اختصار كتاب المني
- اختصار كتاب آلات التنفس
- اختصار كتاب العضل
- كتاب النخبة وهو خلاصة الأمراض الحادة